# Gemeinde Gross Lassowitz
Die Gemeinde Gross Lassowitz, polnisch Gmina Lasowice Wielkie ist eine Landgemeinde (Gmina wiejska) im Powiat Kluczborski der Woiwodschaft Opole in Polen. Ihr Sitz ist das gleichnamige Dorf mit etwa 750 Einwohnern.
Die Landgemeinde ist seit 2006 zweisprachig (Polnisch und Deutsch).

## Geographie
Die Gemeinde grenzt im Norden an die Kreisstadt Kluczbork (Kreuzburg OS) und liegt in Oberschlesien. Die Woiwodschaftshauptstadt Opole (Oppeln) im Südwesten ist etwa 25 Kilometer entfernt. Auf Gemeindegebiet liegen Teile des Landschaftsschutzparks Stobrawski Park Krajobrazowy, der nach dem Fluss Stobrawa (Stober) benannt ist.

## Geschichte
Die Gemeinde kam 1950 an die Woiwodschaft Opole, die bis 1999 ihren Zuschnitt mehrfach geändert hat.
Bis 1954 bestand die Landgemeinde Gmina Lasowice Małe im Powiat Oleski, mit Sitz in Klein Lassowitz. Im Jahr 1973 wurde die Landgemeinde neu eingerichtet, der Sitz jedoch nach Lasowice Wielkie verlegt. Zwei Jahre später wurde der Powiat Oleski aufgelöst. Bei seiner Wiedereinrichtung kam die Gemeinde jedoch zum Powiat Kluczborski (Powiat Kreuzburg), die lange Zugehörigkeit zum Landkreis Rosenberg O.S. bzw. Powiat Oleski war somit beendet.
Nach der letzten polnischen Volkszählung von 2002 gehören 37,76 % der Gemeindebevölkerung der deutschen Minderheit an, weitere 1,71 % bezeichneten sich als „Schlesier“. Die Landgemeinde ist seit 2006 offiziell zweisprachig, zum 16. August 2010 wurden zusätzliche deutsche Ortsnamen eingeführt.

## Gliederung
Die Landgemeinde Gross Lassowitz hat eine Fläche von 210,84 km² gliedert sich in 13 Dörfer mit Schulzenämtern:
- Gross Lassowitz (Lasowice Wielki)
- Grunowitz (Gronowice)
- Jaschine (Jasienie)
- Klein Lassowitz (Lasowice Małe)
- Kotschanowitz (Chocianowice)
- Kudoba (Chudoba)
- Laskowitz (Laskowice)
- Marienfeld (Oś)
- Sausenberg (Szumirad)
- Schiorke (Ciarka)
- Thule (Tuły)
- Trebitschin (Trzebiszyn)
- Wendrin (Wędrynia)

## Politik

### Gemeindevorsteher
An der Spitze der Gemeindeverwaltung steht der Gemeindevorsteher. Seit 2006 ist dies Daniel Gagat vom Wahlkomitee „Dörfliche Wählergemeinschaft Opolskie“. Bei der turnusmäßigen Wahl im April 2024 wurde er ohne Gegenkandidaten mit 90,3 % der Stimmen wiedergewählt.
Die turnusmäßige Wahl im Oktober 2018 brachte folgendes Ergebnis:
- Daniel Gagat (Wahlkomitee „Dörfliche Wählergemeinschaft Opolskie“) 69,5 % der Stimmen
- Rajmund Kinder (Wahlkomitee Deutsche Minderheit) 30,5 % der Stimmen

Damit wurde Gagat bereits im ersten Wahlgang wiedergewählt.

### Gemeinderat
Der Gemeinderat besteht aus 15 Mitgliedern und wird direkt in Einpersonenwahlkreisen gewählt. Die Gemeinderatswahl 2024 führte zu folgendem Ergebnis:
- Wahlkomitee „Dörfliche Wählergemeinschaft Opolskie“ 49,2 % der Stimmen, 6 Sitze
- Wahlkomitee Deutsche Minderheit 47,1 % der Stimmen, 9 Sitze
- Trzecia Droga (TD) 3,7 % der Stimmen, kein Sitz

Die Gemeinderatswahl 2018 führte zu folgendem Ergebnis:
- Wahlkomitee Deutsche Minderheit 44,9 % der Stimmen, 8 Sitze
- Wahlkomitee „Dörfliche Wählergemeinschaft Opolskie“ 41,2 % der Stimmen, 5 Sitze
- Polskie Stronnictwo Ludowe (PSL) 13,8 % der Stimmen, 2 Sitze

## Verkehr
Die Staatsstraße DK 45 führt durch das Gemeindegebiet.